# کتاب قانون
کتاب قانون فیلمی کمدی و عاشقانه به کارگردانی مازیار میری، نویسندگی محمد رحمانیان (براساس طرحی از مازیار میری) و تهیه‌کنندگی محسن علی اکبری محصول ۱۳۸۷ می باشد. موضوع این فیلم اجتماعی و مذهبی می‌باشد که در آن یک زن تازه مسلمان شاهد تناقض رفتاری مسلمانان ایرانی با اصول دین اسلام است. در این فیلم پرویز پرستویی و دارین حمزه به ایفای نقش پرداخته‌اند. این فیلم در کشورهای ایران و لبنان فیلمبرداری شده‌است.

## خلاصهٔ داستان
مهندس رحمان توانا که کارمند دولت است در مأموریتی خارج از کشور در لبنان عاشق یک دختر مسیحی می‌شود. در نهایت دختر مسیحی به دین اسلام روی می‌آورد و به همراه رحمان به ایران می‌آید. او که دین اسلام را با اختیار خود و آگاهی از احکام آن پذیرفته با مسلمانان شناسنامه‌ای که در رفتار و گفتارشان احکام را زیر پا می‌گذارند به مشکل برمی‌خورد…

## بازیگران
- پرویز پرستویی در نقش رحمان
- دارین حمزه  در نقش آمنه (ژولیت)
- داوود فتحعلی‌بیگی  در نقش حرسی نژاد
- فریده سپاه‌منصور  در نقش مادر رحمان
- نگار جواهریان  در نقش کوکب
- سید مهرداد ضیایی  در نقش کاووسی
- فریبا جدی‌کار در نقش عمه رحمان
- نیره فراهانی  در نقش خاله رحمان
- روشنک عجمیان در نقش میمنت
- احمد محبی سنگری در نقش ژان
- ویشکا آسایش  در نقش دکتر

## صادرات بین‌المللی
به دلیل ترس از اینکه این فیلم ممکن است توسط مخاطبان غربی نادرست تفسیر شود و رسانه‌های غربی فیلم را به عنوان یک تصویر دقیق از زندگی ایرانی و نه یک کمدی به تصویر بکشند، این فیلم مجوز صادراتی از سوی وزارت فرهنگ و ارشاد اسلامی دریافت نکرد.

## جوایز

### دوازدهمین جشن سینمای ایران[۴]
| قسمت                      | نامزد             | نتیجه    | جایزه            |
| ------------------------- | ----------------- | -------- | ---------------- |
| بهترین بازیگر نقش اول مرد | پرویز پرستویی     | نامزدشده | تندیس خانه سینما |
| بهترین بازیگر نقش اول زن  | دارین حمزه        | نامزدشده | تندیس خانه سینما |
| بهترین بازیگر نقش اول مرد | داوود فتحعلی بیگی | نامزدشده | تندیس خانه سینما |
| بهترین بازیگر نقش دوم زن  | نگار جواهریان     | نامزدشده | تندیس خانه سینما |
| بهترین بازیگر نقش دوم زن  | فریده سپاه‌منصور   | نامزدشده | تندیس خانه سینما |
| بهترین موسیقی متن         | محمدرضا علیقلی    | نامزدشده | تندیس خانه سینما |
| بهترین تدوین              | محمدرضا مویینی    | نامزدشده | تندیس خانه سینما |

### جشنواره بین‌المللی فیلم توکیو[۵]
با وجود عدم دریافت مجوز صادرات، این فیلم در مارس ۲۰۰۹ در جشنواره بین‌المللی فیلم هنگ کنگ به نمایش درآمد و در اکتبر ۲۰۰۹ در جشنواره بین‌المللی فیلم توکیو نامزد دریافت جایزه بهترین فیلم آسیایی-خاورمیانه شد.